# Nitrid lithný
Nitrid lithný je sloučenina se vzorcem Li3N. Je to jediný stabilní nitrid alkalického kovu. Tato pevná látka má červenorůžovou barvu a vysokou teplotu tání.

## Příprava a manipulace
Nitrid lithný se připravuje přímou reakcí kovového lithia s plynným dusíkem:
6 Li + N2 → 2 Li3N
Místo spalování kovového lithia v atmosféře dusíku lze využít reakci plynného dusíku s roztokem lithia v tekutém kovovém sodíku. Nitrid lithný prudce reaguje s vodou za vzniku amoniaku:
Li3N + 3 H2O→ 3 LiOH + NH3

## Struktura a vlastnosti
alfa-Li3N (stabilní při pokojové teplotě a tlaku) má neobvyklou krystalickou strukturu, která se skládá ze dvou typů vrstev, jedna vrstva má složení Li2N− a obsahuje oktaedricky koordinované dusíkové centra a druhá vrstva se skládá pouze z kationtů lithia. Jsou známy dvě další formy: beta-nitrid lithný, vytvořený z alfa fáze při 4 200 bar (4 100 atm). má strukturu arsenidu sodného (Na3As); gama-nitrid lithný (stejná struktura jako Li3Bi) vzniká z beta formy při tlaku od 35 do 45 gigapascalů (350,000–440,000 atm).
Nitrid lithný vykazuje iontovou vodivost pro Li+ s hodnotou c. 2×10−4Ω−1cm−1 a (intrakrystalická) aktivační energie cca 0,26 eV (c. 24 kJ/mol). Dopování vodíkem zvyšuje vodivost, zatímco dotování ionty kovů (Al, Cu, Mg) ji snižuje. Bylo zjištěno, že aktivační energie pro přenos lithia přes krystaly nitridu lithia (interkrystalické) je vyšší při cca 68,5 kJ/mol.
Reakce s vodíkem při teplotě pod 300 °C (0,5 MPa tlak) poskytuje hydrid lithný a amid lithný.
Nitrid lithný byl zkoumán jako skladovací médium pro plynný vodík, protože reakce je vratná při 270 °C. Bylo dosaženo až 11,5% absorpce vodíku.
Reakcí nitridu lithného s oxidem uhličitým vzniká v exotermní reakci amorfní nitrid uhlíku (C3N4), polovodič, a kyanamid lithný (Li2CN2), prekurzor hnojiv.